# Pagansko kraljevstvo
Kraljevina Pagan (burm. ပုဂံခေတ်, doslovno „paganski period”; takođe poznata i kao Paganska dinastija i Pagansko carstvo) bila je prva država koja je ujedinila područja koja će kasnije činiti savremenu Burmu (Mjanmar). Paganska 250-godišnja vladavina nad dolinom Iravadi i okolnim područjima je omogućila uspon burmanskog jezika, kulture, širenje burmanskog etnosa u Gornjoj Burmi, kao i teravda budizma u Burmi i Jugoistočnoj Aziji.
Kraljevina je nastala u 9. veku od malog naselja Pagan (Bagan) koga su Mranma plemena (Burmanci) stvorili nedugo nakon dolaska u dolinu Iravadi iz Kraljevine Nandžao. Tokom sledeća dva veka mala kneževina je postepeno rasla apsorbujući okolna područja sve dok 1050-ih i 1060-ih kralj Anavrahta nije stvorio Pagansko carstvo, prvi politički entitet koji je držao celu dolinu Iravadi i okolno područje. Anavrahtini naslednici su do kraja 12. veka proširili uticaj dalje na jug prema gornjem Malajskom poluostrvu, barem do reke Saluen na istok, ispod današnje kineske granice na severu , te do severnog Arakana i visoravni Čin na zapadu. U 12. i 13. veku je Pagan uz Kmersko carstvo bio vodeća država Jugoistočne Azije.
Burmanski jezik i kultura su počeli da postepeno dominiraju gornjom dolinom Iravadi, potisnuvši do kraja 12. veka pju, mon i pali jezik. Teravada budizam se počeo da se širi i po selima, iako su dugo vremena nastavili da se poštuju tantrički, mahajanski, bramanistički i animistički običaji. Paganski vladari su samo u području prestolnice sagradili preko 10.000 budističkih hramova od kojih je do danas očuvano njih 2000. Bogataši su imali običaj da doniraju svoju zemlju u religijske svrhe.
Kraljevstvo je oslabilo sredinom 13. veka, a do 1280-ih je širenje zemljišta i religijskih institucija oslobođenih poreza onemogućilo vladare da nagrađuju dvorane i vojnike. To je prouzrokovalo seriju unutrašnjih sukoba, ustanaka i invazija Arakanaca, Mona, Mongola i Šana. Stalne mongolske invazije (1277–1301) su uništile kraljevstvo 1287. Kolaps je sledilo 250 godina političke fragmentacije koja će potrajati do 16. veka.

## Istorija

### Poreklo
Poreklo paganskog kraljevstva je rekonstruisano korišćenjem arheoloških dokaza, kao i tradicije burmanskih hronika. Postoje značajne razlike između pogleda moderne nauke i različitih narativa hronika.

#### Letopisna tradicija
Burmanske hronike se ne slažu oko porekla paganskog kraljevstva. Hronike sve do 18. veka vuku njegovo poreklo do 167. godine nove ere, kada je Pjusavhti, potomak solarnog princa i princeze zmaja, osnovao dinastiju u Paganu (Bagan). Ali Hronika Staklene palate iz 19. veka (Hmanan Jazavin) povezuje poreklo dinastije sa klanom Bude i prvog budističkog kralja Maha Samate (မဟာ သမ္မတ).
Hronika Staklene palate prati poreklo paganskog kraljevstva u Indiji tokom 9. veka pre nove ere, više od tri veka pre nego što je Buda rođen. Princ Abhiraja (အဘိရာဇာ) iz Kosale (ကောသလ) klana Sakja (သကျ သာကီဝင် မင်းမျိုး) klan Bude – napustio je svoju domovinu sa sledbenicima 850. p. n. e. nakon vojnog poraza od susednog kraljevstva Pančale (ပဉ္စာလရာဇ်). Naselili su se u Tagaungu u današnjem severnom Mjanmaru i osnovali kraljevstvo. Hronika ne tvrdi da je stigao u praznu zemlju, samo da je bio prvi kralj.
Abhiraja je imao dva sina. Stariji sin Kanjaza Gji (ကံရာဇာကြီး) je krenuo na jug i 825. p. n. e., i osnovao svoje kraljevstvo u današnjem Arakanu. Mlađi sin Kanjaza Nge (ကံရာဇာငယ်) je nasledio svog oca, a sledila ga je dinastija od 31 kralja, a zatim još jedna dinastija od 17 kraljeva. Otprilike tri i po veka kasnije, 483. p. n. e., potomci Tagaunga osnovali su još jedno kraljevstvo mnogo dalje niz Iravadi u Šri Ksetri, u blizini modernog Pjaja (Prome). Šri Ksetra je trajala skoro šest vekova, a nasledilo ju je Pagansko kraljevstvo. Hronika staklene palate nastavlja navodeći da je oko 107. godine, Thamodarit (သမုဒ္ဒရာဇ်), nećak poslednjeg kralja Sri Ksetra, osnovao grad pogan (formalno, arimadana-pura (အရိမဒ္ဒနာပူရ, doslovno „Neprijatelji”). To mesto je navodno posetio sam Buda tokom svog života, i tamo je navodno objavio da će veliko kraljevstvo nastati upravo na ovoj lokaciji 651 godinu nakon njegove smrti.
Narativi hronike se zatim spajaju i slažu se da je dinastija kraljeva sledila Pjusavhti. Kralj Pjinbja (ပျဉ်ပြား) je utvrdio grad 849. godine.

## Literatura
- Aung-Thwin, Michael (1985). Pagan: The Origins of Modern Burma. Honolulu: University of Hawai'i Press. ISBN 978-0-8248-0960-7.
- Aung-Thwin, Michael (2005). The mists of Rāmañña: The Legend that was Lower Burma (illustrated изд.). Honolulu: University of Hawai'i Press. ISBN 9780824828868.
- Charney, Michael W. (2006). Powerful Learning: Buddhist Literati and the Throne in Burma's Last Dynasty, 1752–1885. Ann Arbor: University of Michigan.
- Coedès, George (1968).  Vella, Walter F., ур. The Indianized States of Southeast Asia. trans.Susan Brown Cowing. University of Hawaii Press. ISBN 978-0-8248-0368-1.
- Cooler, Richard M. (2002). „The Art and Culture of Burma”. Northern Illinois University. Архивирано из оригинала 26. 12. 2016. г. Приступљено 29. 12. 2018.
- Dijk, Wil O. (2006). Seventeenth-century Burma and the Dutch East India Company, 1634–1680 (illustrated изд.). Singapore: NUS Press. ISBN 9789971693046.
- Hall, D.G.E. (1960). Burma (3rd изд.). Hutchinson University Library. ISBN 978-1-4067-3503-1.
- Harvey, G. E. (1925). History of Burma: From the Earliest Times to 10 March 1824. London: Frank Cass & Co. Ltd.
- Htin Aung, Maung (1967). A History of Burma. New York and London: Cambridge University Press.
- Kala, U (1720). Maha Yazawin Gyi (на језику: Burmese). 1—3 (2006, 4th printing изд.). Yangon: Ya-Pyei Publishing.
- Köllner, Helmut; Bruns, Axel (1998). Myanmar (Burma) (illustrated изд.). Hunter Publishing. стр. 255. ISBN 9783886184156.
- Kyaw Thet (1962). History of Burma (на језику: Burmese). Yangon: Yangon University Press.
- Lieberman]], Victor B. (2003). Strange Parallels: Southeast Asia in Global Context, c. 800–1830, volume 1, Integration on the Mainland. Cambridge University Press. ISBN 978-0-521-80496-7.
- Moore, Elizabeth H. (2007). Early Landscapes of Myanmar. Bangkok: River Books. ISBN 978-974-9863-31-2.
- Myint-U, Thant (2006). The River of Lost Footsteps—Histories of Burma. Farrar, Straus and Giroux. ISBN 978-0-374-16342-6.
- Pan Hla, Nai (1968). Razadarit Ayedawbon (на језику: Burmese) (8th printing, 2004 изд.). Yangon: Armanthit Sarpay.
- Ricklefs, M.C.; Lockhart, Bruce McFarland; Lau, Albert; Reyes, Portia; Maitrii Aung-Thwin; Lockhart, Bruce (2010). A New History of Southeast Asia. Palgrave Macmillan. стр. 544. ISBN 978-0230212145.
- Hmannan Yazawin (на језику: Burmese). 1—3. Royal Historical Commission of Burma (2003 изд.). Yangon: Ministry of Information, Myanmar. 1829—1832.
- Tun, Than (decembar 1959). „History of Burma: A.D. 1300–1400”. Journal of Burma Research Society. XLII (II).
- Tun, Than (1964). Studies in Burmese History (на језику: Burmese). 1. Yangon: Maha Dagon.
- Wicks, Robert S. (1992). Money, markets, and trade in early Southeast Asia: the development of indigenous monetary systems to AD 1400. SEAP Publications. ISBN 9780877277101.
- Charney, Michael W. (2002). „Centralizing Historical Tradition in Precolonial Burma: The Abhiraja/Dhajaraja Myth in Early Kon-bauung Historical Texts.”. South East Asia Research. 10 (2): 185—215. doi:10.5367/000000002101297053.
- Htin Aung, Maung (1967). A History of Burma. New York and London: Cambridge University Press.
- Htin Aung, Maung (1970). Burmese History before 1287: A Defence of the Chronicles. Oxford: The Asoka Society.
- Moore, Elizabeth H. (2011).  McCormick, Patrick; Jenny, Mathias; Baker, Chris, ур. „The Early Buddhist Archaeology of Myanmar: Tagaung, Thagara, and the Mon-Pyu dichotomy”. The Mon over Two Millennia: Monuments, Manuscripts, Movements. Bangkok: Institute of Asian Studies, Chulalongkorn University. ISBN 9786165513289.
- Myint-U, Thant (2011). Where China Meets India: Burma and the New Crossroads of Asia. New York: Farrar, Straus and Giroux. ISBN 978-0-374-16342-6.
- He, Ping (2004). „试解缅甸"太公王国"之谜” [The Truth Features of Tagaung Kingdom in the History of Burma]. Southeast Asia (на језику: кинески) (4): 36—41. ISSN 1000-7970. doi:10.3969/j.issn.1674-6392.2004.04.007 (неактивно 3. 6. 2025).
- Aung-Thwin, Michael A.; Maitrii Aung-Thwin (2012). A History of Myanmar Since Ancient Times (illustrated изд.). Honolulu: University of Hawai'i Press. ISBN 978-1-86189-901-9.
- Eade, J.C. (1989). Southeast Asian Ephemeris: Solar and Planetary Positions, A.D. 638–2000. Ithaca: Cornell University. ISBN 0-87727-704-4.
- Maha Thilawuntha, Shin (1928).  Pe Maung Tin, ур. Yazawin Kyaw (на језику: Burmese) (4th printing, 2010 изд.). Yangon: Burma Research Society (original publisher), Ya-Pyei (4th printing).
- Gerry Abbott, Khin Thant Han, ур. (2000). The Folk-Tales of Burma: An Introduction (Illustrated изд.). Leiden; Boston; Cologne: Brill. стр. 392. ISBN 978-90-04-11812-6.
- Allot, Anna; Patricia Herbert; John Okell (1989).  Patricia Herbert, Anthony Crothers Milner, ур. South-East Asia: Languages and Literatures : a Select Guide. University of Hawaii Press. ISBN 978-0-8248-1267-6.
- Aung-Thwin, Michael A. (новембар 1996). „The Myth of the "Three Shan Brothers" and the Ava Period in Burmese History”. The Journal of Asian Studies. Cambridge: Cambridge University Press. 55 (4): 881—901. JSTOR 2646527. S2CID 162150555. doi:10.2307/2646527.
- Aung-Thwin, Michael A. (2005). The Mists of Rāmañña: The Legend that was Lower Burma (illustrated изд.). Honolulu: University of Hawai'i Press. ISBN 978-0-8248-2886-8.
- Aung Tun, Sai (2009). History of the Shan State: From Its Origins to 1962. Chiang Mai: Silk Worm Books. ISBN 978-974-9511-43-5.
- „Burma Press Summary from The Working People's Daily” (PDF). 1 (6). Ibiblio. септембар 1987.
- Charney, Michael W. (25. 7. 2002). „Living Bibliography of Burma Studies: The Primary Sources” (PDF). London: SOAS.
- Charney, Michael W. (25. 7. 2002). „Living Bibliography of Burma Studies: The Secondary Literature” (PDF). London: SOAS.
- Charney, Michael W. (2004). „From Exclusion to Assimilation: Late Precolonial Burmese Literati and "Burman-ness"”. London: SOAS.
- Charney, Michael W. (2006). Powerful Learning: Buddhist Literati and the Throne in Burma's Last Dynasty, 1752–1885. Ann Arbor: University of Michigan.
- Cochrane, W.W. (1915). The Shans. 1. Yangon: Superintendent, Government Printing.
- Goh, Geok Yian (2009). „Myanmar's Relations with China from Tagaung through Hanthawati-Taungngu Periods”.  Ур.: Ho Khai Leong. Connecting & Distancing: Southeast Asia and China. Institute of Southeast Asian Studies. ISBN 978-981-230-856-6.
- Gutman, Pamela (2001). Burma's Lost Kingdoms: Splendours of Arakan. Bangkok: Orchid Press. ISBN 978-974-8304-98-4.
- Hall, D.G.E. (1960). Burma (3rd изд.). Hutchinson University Library. ISBN 978-1-4067-3503-1.
- Hall, D.G.E. (1961). Historians of South East Asia. London: Oxford University Press.
- Hall, D.G.E. (август 1968). „Review of A History of Burma by Maung Htin Aung”. The Journal of Asian Studies. Ann Arbor: The University of Michigan. 27 (4): 909—910. JSTOR 2051625. S2CID 211512934. doi:10.2307/2051625.
- Hardiman, John Percy (1901).  Sir James George Scott, ур. Gazetteer of Upper Burma and the Shan States, Part 1. 1—2. Government of Burma Printing.
- Harvey, G. E. (1925). History of Burma: From the Earliest Times to 10 March 1824. London: Frank Cass & Co. Ltd.
- Royal Historical Commission of Burma (1832). Hmannan Yazawin (на језику: бурмански). 1—3 (2003 изд.). Yangon: Ministry of Information, Myanmar.
- Hla Pe, U (1985). Burma: Literature, Historiography, Scholarship, Language, Life, and Buddhism. Singapore: Institute of Southeast Asian Studies. ISBN 978-9971-988-00-5.
- Htin Aung, Maung (1967). A History of Burma. New York and London: Cambridge University Press.
- Htin Aung, Maung (1970). Burmese History before 1287: A Defence of the Chronicles. Oxford: The Asoka Society.
- Hudson, Bob (2004). „The Origins of Bagan: The archaeological landscape of Upper Burma to AD 1300”. Sydney: University of Sydney.
- Huxley, Andrew (2005).  Paul Williams, ур. „Buddhism and Law: The View from Mandalay”. Buddhism: Buddhism in South and Southeast Asia. Taylor & Francis. ISBN 9780415332330.
- „Journal of the Burma Research Society”. IG Publishing. Архивирано из оригинала 12. 9. 2017. г. Приступљено 17. 6. 2012.
- Kala, U (1724). Maha Yazawin Gyi (на језику: бурмански). 1—3 (2006, 4th printing изд.). Yangon: Ya-Pyei Publishing.
- Lieberman, Victor B. (септембар 1986). „How Reliable Is U Kala's Burmese Chronicle? Some New Comparisons”. Journal of Southeast Asian Studies. Cambridge University Press. 17 (2): 236—255. ISBN 978-0-521-80496-7. S2CID 155077963. doi:10.1017/s002246340000103x.
- Lieberman, Victor B. (1993).  Anthony Reid, ур. „The Seventeenth Century in Burma: A Watershed?”. South East Asia in the Early Modern Era: Trade, Power and Belief. Cornell University Press. ISBN 9780801480935.
- Lieberman, Victor B. (2003). Strange Parallels: Southeast Asia in Global Context, c. 800–1830, volume 1, Integration on the Mainland. Cambridge University Press. ISBN 978-0-521-80496-7.
- Lingat, R. (1950). „Evolution of the Conception of Law in Burma and Siam” (PDF). Journal of the Siam Society. Siam Society Heritage Trust. 38 (1): 13—24. Архивирано из оригинала (PDF) 24. 09. 2015. г. Приступљено 16. 11. 2022.
- Maha Thilawuntha, Shin.  Pe Maung Tin, ур. Yazawin Kyaw (на језику: бурмански) (2006, 4th printing изд.). Yangon: Ya-Pyei Publishing.
- Mangrai, Sao Sai Mong (1981). The Padaeng Chronicle and the Jengtung State Chronicle Translated. Ann Arbor: University of Michigan.
- Moore, Elizabeth H. (2011).  McCormick, Patrick; Jenny, Mathias; Baker, Chris, ур. „The Early Buddhist Archaeology of Myanmar: Tagaung, Thagara, and the Mon-Pyu dichotomy”. The Mon over Two Millennia: Monuments, Manuscripts, Movements. Bangkok: Institute of Asian Studies, Chulalongkorn University: 7—23. ISBN 978-616-551-328-9.
- Myint-U, Thant (2006). The River of Lost Footsteps—Histories of Burma. Farrar, Straus and Giroux. ISBN 978-0-374-16342-6.
- Pan Hla, Nai (1968). Razadarit Ayedawbon (на језику: бурмански) (8th printing, 2005 изд.). Yangon: Armanthit Sarpay.
- Phayre, Lt. Gen. Sir Arthur P. (1883). History of Burma (1967 изд.). London: Susil Gupta.
- Raghavan, V. (1979). „Preservation of Palm Leaf and Parabaik Manuscripts and Plan for Compilation of a Union Catalogue of Manuscripts” (PDF). UNESCO.
- Ratchasomphan, Sænluang; David K. Wyatt (1994).  David K. Wyatt, ур. The Nan Chronicle (illustrated изд.). Ithaca: Cornell University SEAP Publications. ISBN 978-0-87727-715-6.
- Sandamala Linkara, Ashin (1931). Rakhine Yazawinthit Kyan (на језику: бурмански). 1—2 (1997 изд.). Yangon: Tetlan Sarpay.
- Sein Lwin Lay, Kahtika U (2006). Mintaya Shwe Hti and Bayinnaung: Ketumadi Taungoo Yazawin (на језику: бурмански) (2nd printing изд.). Yangon: Yan Aung Sarpay.
- Sein Myint (јануар 2007). „Writers of Inscriptions and Writers of History”. Myanmar Vista Research Magazine (на језику: бурмански). Yangon. 1 (1): 30—34.
- Singer, Noel F. (2008). Vaishali And The Indianization Of Arakan. New Delhi: APH Publishing. ISBN 978-81-313-0405-1.
- Steinberg, David I. (2009). Burma/Myanmar: what everyone needs to know. Oxford University Press. ISBN 978-0-19-539068-1.
- Than Htut, U; U Thaw Kaung (2003). „Myanmar Historical Fiction and Their Historical Context” (PDF). Manusya: Journal of Humanities. Bangkok: Chulalongkorn University (3).
- Than Tun (1964). Studies in Burmese History (на језику: бурмански). 1. Yangon: Maha Dagon.
- Thaw Kaung, U (2010). Aspects of Myanmar History and Culture. Yangon: Gangaw Myaing.
- Wade, Geoff (2012). „Southeast Asian Historical Writing”.  Ур.: José Rabasa; Masayuki Sato; Edoardo Tortarolo; Daniel Woolf. The Oxford History of Historical Writing: Volume 3: 1400-1800. 3 (illustrated изд.). Oxford University Press. стр. 752. ISBN 978-0-19-921917-9.
- Woolf, Daniel (2011). A Global History of History (reissue, illustrated изд.). Cambridge, UK: Cambridge University Press. ISBN 978-0-521-69908-2.
- Wyatt, David K. (1998). Chiang Mai Chronicle. Ithaca: Cornell University SEAP Publications.
- Zon Pann Pwint (9. 5. 2011). „Uphill fight to preserve palm leaf texts”. The Myanmar Times. Yangon. Архивирано из оригинала 14. 5. 2014. г. Приступљено 13. 5. 2014.
- Zon Pann Pwint (15. 8. 2011). „Scholar updates 200-year-old poem”. The Myanmar Times. Yangon.

## Spoljašnje veze
21° 10′ 20″ N 94° 51′ 37″ E / 21.17222° С; 94.86028° И